# Marian Barbach
Marian Józef Barbach (ur. 16 sierpnia 1926 w Kleczanowie koło Sandomierza, zm. 30 marca 2011) – polski działacz społeczny i kombatancki, kolekcjoner militariów i specjalista w dziedzinie wojskowości. Wiceprzewodniczący Fundacji Muzeum Historii Armii Krajowej, prezes Oddziału Krakowskiego Światowego Związku Żołnierzy AK i członek Towarzystwa im. Józefa Piłsudskiego.
Od 1943 r., żołnierz Armii Krajowej (zaprzysiężony jako Kruk przyjął następnie pseudonim Sten). W konspiracji ukończył szkołę podoficerską W składzie I baonu 2 pułku piechoty Leg. AK. brał udział w akcji „Burza” w tym między innymi w bitwie z Niemcami w rejonie Pielaszów-Wesołówka (na zachód od Sandomierza). Wojnę ukończył w stopniu kaprala.
Od lat 60 zajmował się kolekcjonerstwem. Jego zbiory pokazywane były w krakowskim Muzeum Armii Krajowej im. gen. Emila Fieldorfa „Nila”. W jego kolekcji znajdowały się rzadkie pamiątki z Insurekcji Kościuszkowskiej, powstania listopadowego i powstania styczniowego, w tym medal brązowy dla uczczenia uczestników powstania listopadowego oraz srebrny medal wydany w 1833 r., w Anglii dla emigrantów po tymże powstaniu.

## Odznaczenia
- Krzyż Komandorski Orderu Odrodzenia Polski (19 sierpnia 2009 - „za wybitne zasługi dla niepodległości Rzeczypospolitej Polskiej, za działalność na rzecz środowisk kombatanckich oraz kultywowanie tradycji oręża polskiego”)* [1]
- Krzyż Kawalerski Orderu Odrodzenia Polski (29 listopada 2007 - „za wybitne zasługi dla niepodległości Rzeczypospolitej Polskiej, za działalność na rzecz środowisk kombatanckich:”)[2]
- Odznaka „Honoris Gratia”